# Politique agricole
La politique agricole est l'ensemble des directives et des lois, visant à gouverner le secteur agricole dans le cadre d'une économie de marché.

## Présentation
Une politique agricole décrit un ensemble de lois relatives à l'agriculture nationale et aux importations de produits agricoles étrangers. Les gouvernements mettent généralement en œuvre des politiques agricoles dans le but d’obtenir un résultat spécifique sur les marchés nationaux de produits agricoles.
On distingue en général, les politiques d'intervention, associées aux principes de l'économie keynésienne. En Europe, depuis 1962, l'agriculture est majoritairement régie par la Politique agricole commune (PAC).
Dans la définition française du ministère chargé de l'Agriculture, la politique agricole diffère d'un pays à l'autre et se définit par les négociations commerciales, les relations bilatérales avec la France.